# Gentiana hesseliana
Gentiana hesseliana är en gentianaväxtart som beskrevs av Carl Curt Hosseus. Gentiana hesseliana ingår i släktet gentianor, och familjen gentianaväxter. Inga underarter finns listade i Catalogue of Life.